# 大頭金蠅
大頭金蠅（学名：Chrysomya megacephala）是麗蠅科金蠅屬的一個雙翅目昆蟲物種。其成蟲的身體有着金屬般亮麗的藍綠色彩，棲息於氣候溫暖的環境。其幼蟲一般棲息於鄉間的糞池，但經處理後可入藥，功效消滯去積：顏色黃褐色的稱為「羅仙子」；經油炸過的呈半透明的淺黃白色，叫作「水仙子」:40-41。
在法醫學上，大頭金蠅有其獨特的重要性：因為當動物死亡後本物種很快就會感染屍體。另一方面，牠亦是公眾衛生的指標：牠們會在有開口創傷在上產卵，引致蠅蛆病，除了會感染人類，也會感染牲口及魚類。

## 參看
- Chrysomya bezziana（英语：Chrysomya bezziana）
- 白頭裸金蠅 Chrysomya albiceps
- Chrysomya rufifacies（英语：Chrysomya rufifacies）

## 外部連結
- 維基物種上的相關：大頭金蠅